# Большая окружная автомобильная дорога (Киев)

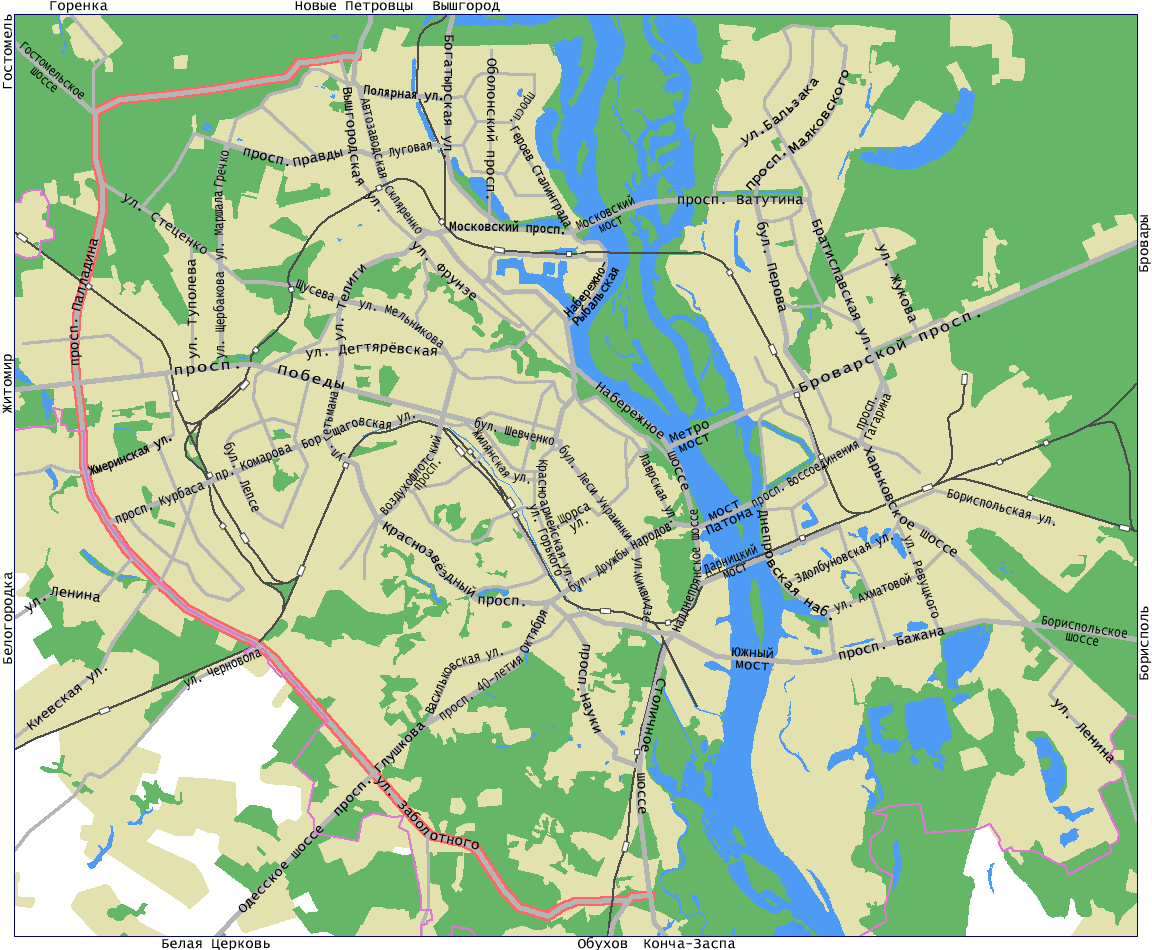
Существующая трасса Большой Окружной дороги

Изначальный проект БОД хорошо просматривается в составе генерального плана г.Киева 1966 г.

Большая Окружная дорога (БОД) — автомобильная трасса в Киеве, кольцевая автомобильная дорога, проходящая внутри города, большей частью за пределами городской застройки. Длина эксплуатируемого участка 34,4 км.

## История строительства
Отдельные участки Большой Окружной дороги были сооружены ещё в начале XX века (4-я просека в Святошино), а также в 1930-х годах, но основные работы по их объединению и реконструкции в единую трассу были произведены в 1960-х — 1970-х годах.
Сооружение Большой Окружной дороги до сих пор не завершено, хотя и было предусмотрено всеми предыдущими генеральными планами развития города; на данный момент дорога практически полностью окружает только правобережную часть города (за исключением Оболони), для перехода на левый берег Днепра требуется сооружение двух новых мостовых переходов севернее Оболони и южнее Осокорков. Работы по замыканию дороги отложены на неопределённый срок.

## Трасса Большой Окружной дороги Киева
От развязки со Столичным шоссе, по часовой стрелке:
- улица Академика Заболотного, проложена в 1960-е годы;
- Кольцевая дорога, проложена в 1960-е годы;
- проспект Академика Палладина (быв. 4-я просека, Новобеличанская улица), перепланирован в 1970-е годы;
- Городская улица, проложена в 1960-е годы;
- Большая Кольцевая дорога — участок через Пуще-Водицкий лес, проложен в 2000-е годы; до улицы Семьи Кульженко проложена в 2019 году, до улицы Богатырской в 2021 году, до Оболонского проспекта в 2023 году.

Путепроводы на трассе БОД:
- Путепровод через улицу Богатырскую;
- Путепровод через железнодорожную ветку на Вышгород;
- Путепровод через трамвайную линию на Пуща-Водицу;
- Путепровод через железную дорогу Коростеньского направления (1981);
- Путепровод через проспект Академика Палладина;
- Путепровод через проспект Леся Курбаса;
- Жулянский путепровод;
- Путепровод на Одесской площади;
- Развязка со Столичным шоссе.

## Характеристики магистрали
Дорога преимущественно 6- и 8-полосная. На трассе сооружено девять транспортных развязок с путепроводами через автомагистрали, железнодорожные и трамвайные пути. На трассе расположены две площади — Гостомельская и Одесская, станция метро «Академгородок», станция скоростного трамвая «Кольцевая дорога», в 2013 году открыта станция метро «Теремки» близ Одесской площади.